# Ruisseaux du Boën, Ban et Font d'Aix
Ruisseaux du Boën, Ban et Font d'Aix este o arie protejată (sit de importanță comunitară — SCI) din Franța întinsă pe o suprafață de 1.045 ha, integral pe uscat.

## Localizare
Centrul sitului Ruisseaux du Boën, Ban et Font d'Aix este situat la coordonatele 45°57′53″N 3°52′22″E / 45.9646°N 3.87266°E.

## Înființare
Situl Ruisseaux du Boën, Ban et Font d'Aix a fost declarat arie specială de conservare în baza directivei 92/43 din 1992 referitoare la conservarea habitatelor naturale și a faunei și florei sălbatice pentru a proteja 5 specii de animale.

## Biodiversitate
Situată în ecoregiunea continentală, aria protejată conține 9 habitate naturale: Păduri acidofile de Picea de la nivel montan la nivel alpin (Vaccinio-Piceetea), Liziere de ierburi înalte hidrofile de câmpie și de nivel montan până la alpin, Păduri de fag acidofile atlantice, cu subarboret de Ilex și, uneori, de asemenea, Taxus, la nivelul arbuștilor (Quercion robori-petraeae sau Ilici-Fagenion), Mlaștini împădurite, Formațiuni ierboase bogate în specii de Nardus, dezvoltate pe substraturi silicioase în zone montane (și în zone submontane, în Europa continentală), Păduri aluvionare cu Alnus glutinosa și Fraxinus excelsior (Alno-Padion, Alnion incanae, Salicion albae), Pajiști cu Molinia pe soluri calcaroase, turboase sau argilos-nămoloase (Molinion caeruleae), Mlaștini oligotrofe degradate, capabile încă de regenerare naturală, Turbării active.
La baza desemnării sitului se află mai multe specii protejate:
- mamifere (1): vidră de râu (Lutra lutra)
- nevertebrate (2): Austropotamobius pallipes, Margaritifera margaritifera
- pești (2): zglăvoacă (Cottus gobio), cicar (Lampetra planeri)